# 나의 마더
《나의 마더》(영어: I Am Mother)는 2019년 공개된 오스트레일리아의 스릴러, SF 영화이다. 그랜트 스푸토어가 감독을, 마이클 로이드 그린이 각본을 맡았다. 2019 선댄스 영화제에서 전 세계 최초로 상영되었다.

## 출연진
- 클라라 루가르드라르센 - 딸
- 힐러리 스왱크 - 여자(도망자)
- 로즈 번 - "마더" 로봇 역 (목소리)
- 루크 호커 - "마더" 로봇 역 (신체 연기)

## 플롯
모성애에 대한 로봇의 잘 짜여진 행동을 통해 인간의 인간성이 하나 둘씩 드러나도록 플롯이 구성되어있다. 한편 마더로봇이 인간인 딸이 자신을 신뢰하는한 그러한 딸을 위해 아낌없이 희생하는 여러 장면들도 이 영화의 압권이다.